# Rosemarie Bauer (Politikerin)
Rosemarie Bauer (* 15. Juli 1944 in Roggendorf bei Melk, Niederösterreich) ist eine ehemalige österreichische Politikerin der ÖVP, die sich vor allem in der Bildungs-, Familien- und Frauenpolitik einen Namen machte.

## Leben
Nach der Matura an einer Berufsbildenden Höheren Schule studierte Rosemarie Bauer Pädagogik. 1965–81 war sie als Fachschullehrerin tätig und ab 1981 als Schuldirektorin. Nach einigen Jahren als Stadträtin von Hollabrunn wurde sie ca. 1975 Stellvertreterin des Landesparteiobmanns der ÖVP Niederösterreich. Die Österreichische Frauenbewegung wählte sie 1983 zur Landesleiterin, 1984 zur Generalsekretärin. 1983–85 vertrat sie Niederösterreich im Bundesrat.
Von 1985 bis 2001 war Bauer Abgeordnete zum Nationalrat und Mitglied zahlreicher Ausschüsse; lange Jahre wirkte sie auch als Schriftführerin des Nationalrates. Seit 1987 in der Geschäftsführung der Österreichischen Frauenbewegung, wurde sie 1991 deren Bundesleiterin bis 1998.
Zur Jahresmitte 2001 wählte sie das Parlament auf sechs Jahre zur Volksanwältin, wo sie auf Bundesebene für Steuern, Land- und Forstwirtschaft zuständig war, sowie für Natur- und Umweltschutz, Wissenschaft und Studienförderung. In dieser Funktion folgte ihr im Juli 2007 Maria Fekter nach.
Im September 2007 wurde Bauer für ihre Verdienste um die Republik Österreich vom Bundespräsidenten das Große Silberne Ehrenzeichen am Bande verliehen. NR-Präsidentin Barbara Prammer (SPÖ) würdigte Bauers Engagement in Frauenfragen und die Unterstützung von deren Familie; auch als Obfrau des Unterrichtsausschusses oder als maßgebliche Protagonistin im Gleichbehandlungs- und im Familienausschuss habe sie vielfältig gewirkt, was später auch der Institution der Volksanwälte zugutegekommen sei. 

Rosemarie Bauer sieht u. a. das Kindergeld als wichtigen Meilenstein ihres Wirkens sowie die Anrechnung von Kindererziehungszeiten zur Pension. Für die avisierten Staatsreform erinnert sie an die Vorschläge der Volksanwaltschaft im Sinne einer wirklichen Bürgergesellschaft.

## Auszeichnungen
- 1992: Großes Silbernes Ehrenzeichen für Verdienste um die Republik Österreich[1]
- 1998: Großes Goldenes Ehrenzeichen für Verdienste um die Republik Österreich[1]
- 2007: Großes Silbernes Ehrenzeichen am Bande für Verdienste um die Republik Österreich[1]
- 2007: Silbernes Komturkreuz mit dem Stern des Ehrenzeichens für Verdienste um das Bundesland Niederösterreich